# Cacia herbacea
Cacia herbacea là một loài bọ cánh cứng trong họ Cerambycidae.